# Comuna Ivanivka, Oceac
Ivanivka (în ucraineană Іванівка) este o comună în raionul Oceac, regiunea Mîkolaiiv, Ucraina, formată din satele Iaselka și Ivanivka (reședința).

## Demografie
Componența lingvistică a comunei Ivanivka
     Ucraineană (81,27%)
     Rusă (17,11%)
     Română (1,02%)
     Alte limbi (0,3%)
Conform recensământului din 2001, majoritatea populației comunei Ivanivka era vorbitoare de ucraineană (81,27%), existând în minoritate și vorbitori de rusă (17,11%) și română (1,02%).